# Jean Bourdichon

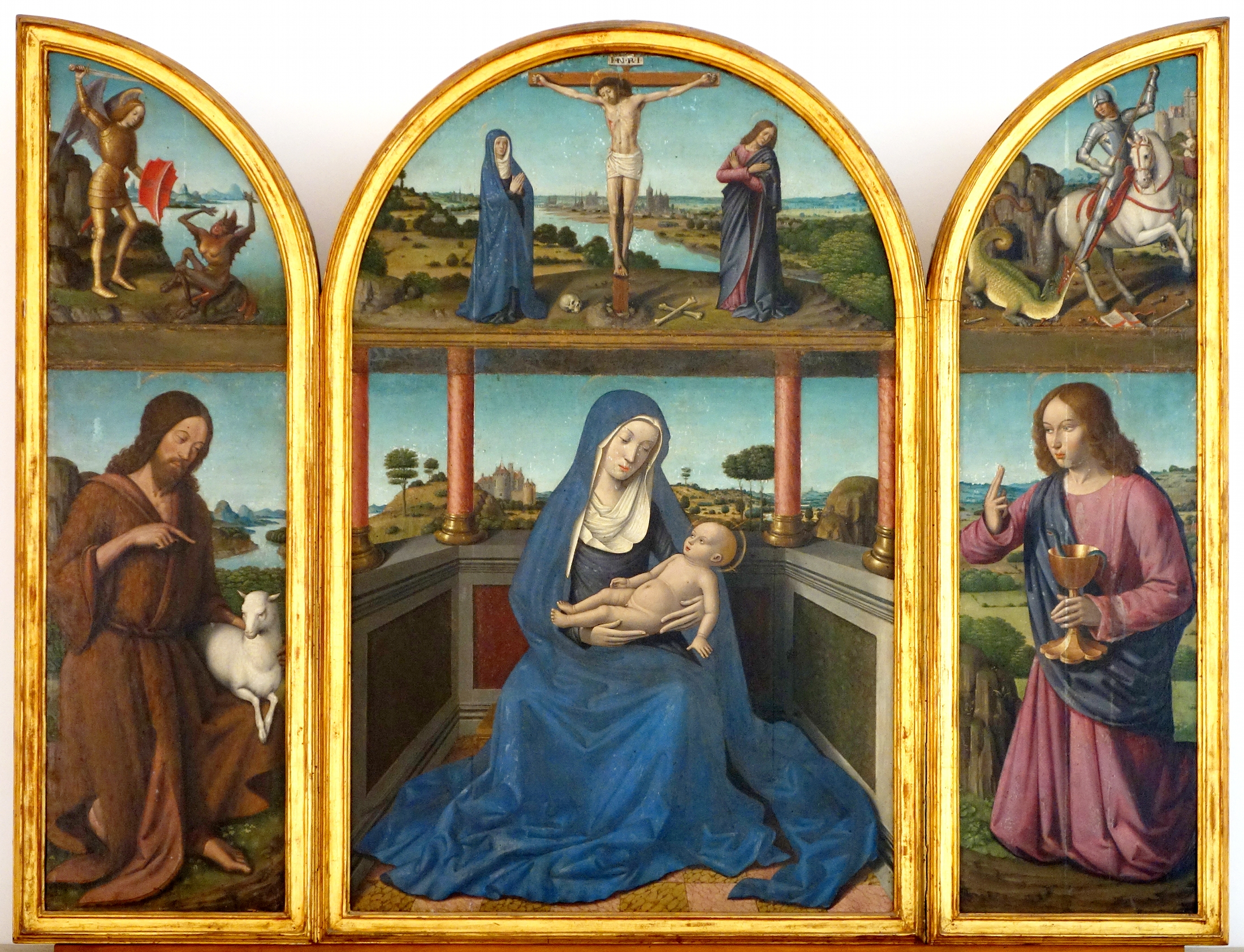
Tríptico de la Virgen con el Niño, temple sobre tabla, 114 x 74 cm (tabla central), 114 x 34 cm (tablas laterales), Nápoles, Museo di San Martino.

Jean Bourdichon (Tours?, ca. 1457-Tours, 1520/1521) fue un pintor e iluminador francés, autor de las miniaturas del Libro de horas de Federico de Aragón (1501-1502) y de uno de los más célebres códices miniados de la historia de la pintura, las Grandes horas de Ana de Bretaña (1503-1508), conservados ambos en la Bibliothèque nationale de France.
En un panorama general, según Anthony Blunt, de escasa actividad pictórica y ausencia de artistas brillantes, solo habrían destacado en Francia en las dos primeras décadas del siglo XVI Jean Bourdichon y Jean Perréal. Bourdichon, nacido probablemente en Tours y formado en el taller de Jean Fouquet o en su entorno, fue, a partir de 1481, pintor sucesivamente de los reyes Luis XI, Carlos VIII, Luis XII y Francisco I, así como de Ana de Bretaña y de Carlos de Angulema, sin dejar nunca de residir en Turena.
Titulado peintre et valet de chambre ordinaire, junto a retablos y otros trabajos de envergadura, se encargó también, como era frecuente en la época, de decorados efímeros y tareas modestas de dorado.

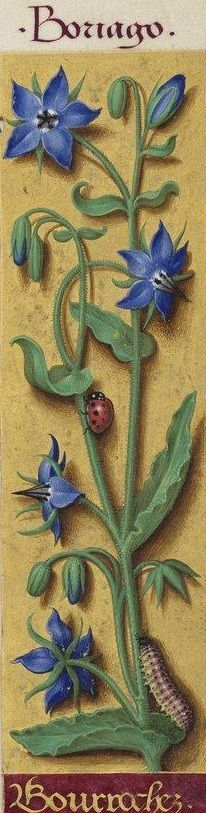
Borrago/Bourrache (borrajas), Grandes horas de Ana de Bretaña, fol. 37.

De su pintura sobre tabla —retratos y motivos religiosos— conocida por la documentación y las crónicas, nada se conserva y únicamente se le ha podido asignar con seguridad el tríptico de la Virgen con el Niño de la cartuja de San Martino en Nápoles, a donde había llegado antes de 1504, remitido quizá por Federico de Aragón o por algún miembro de su corte durante su exilio en Tours, ciudad que se ve representada en sus principales edificios en el medio punto de su tabla central, tras el Crucificado.
Mucho más abundante es lo conservado de su trabajo como iluminador. Entre los libros por él iluminados en todo o en parte merecen citarse los libros de horas de Carlos VIII, de Luis XII, de hacia 1498, conservado solo en fragmentos dispersos, el llamado de Hipólita de Aragón-Sforza, condesa de Venafro, conservado en la Abadía de Montserrat (ms. 66), el de Federico I de Nápoles y el de Ana de Bretaña. El libro de horas de Carlos VIII (BnF, manuscritos latinos 1370) es un manuscrito en letra gótica bastarda de 219 folios de pequeño tamaño, compuesto entre 1483 y 1489 e iluminado por Bourdichon y su taller con 16 pinturas y dos iniciales, con predominio de las aguadas ocres.
El libro de horas de Federico I de Aragón, Horæ ad usum Fratrum Prædicatorum (BnF, manuscrito Lat. 10532), fue probablemente copiado en Nápoles y llevado a Turena durante su cautiverio por Federico I. De su iluminación en Tours entre 1501 y 1502 se ocuparon, Ioan Todeschino —Giovanni Todeschino—, pintor italiano integrante de la reducida corte del rey exiliado, con ayuda del llamado Maître de Claude de France, formado en el taller de Bourdichon, que se ocuparon de los marginalia y de pegar e integrar en encuadramientos arquitectónicos las miniaturas realizadas previamente por Jean Bourdichon.
Por último, el más célebre de sus trabajos, las Horae ad usum Romanum, dites Grandes Heures d'Anne de Bretagne (BnF, manuscrito Lat. 9474), iluminadas en Tours entre 1503 y 1508 por Jean Bourdichon, constan de 238 folios en pergamino, dos páginas heráldicas, un díptico con la Lamentación sobre Cristo muerto en la página izquierda y el retrato orante de Ana de Bretaña a la derecha, con santas Elena, Úrsula e Isabel, un calendario, con doce miniaturas correspondientes a las labores agrícolas, cuarenta y siete iluminaciones a plena página y numerosos márgenes con decoración floral y vegetal, en alguna medida el elemento más original de este libro de horas al presentarse como un completo repertorio botánico. Sin abandonar la tradición gótica aprendida en el taller de Fouquet, lo que mejor caracteriza el trabajo de Bourdichon en estas iluminaciones es su intención naturalista y la exactitud y precisión con que reproduce plantas e insectos en los bordes ornamentados, a la vez que da entrada a arquitecturas italianizantes en las pinturas dedicadas a escenas evangélicas y a la representación de los santos. Influencias italianas, de Pietro Perugino y de Vincenzo Foppa principalmente, llegadas a Bourdichon por vías ignoradas, se advierten también en los rostros idealizados y en algunos de sus tipos humanos en composiciones que tienen más de retablos o de pintura de caballete que de miniaturas.
Son suyos o de su taller, también, las once pinturas sobre vitela a plena página del Viaje a Génova de Jean Marot, manuscrito que fue de Ana de Bretaña, anteriormente atribuido a Jean Perréal (MBnF, anuscrits. Français 5091), las dieciséis iluminaciones con la representación a modo de medallones de los emperadores romanos en un manuscrito de hacia 1515 de las Vidas de los doce césares, libremente inspiradas en las de Suetonio,  y los dos dibujos a pluma a plena página que iluminan el Recueil de poésies moralisantes, anonyme, en vers, manuscrito que fue de Francisco I (BnF, Manuscrits. Français 2374).